# Parade du Tournoi des Roses

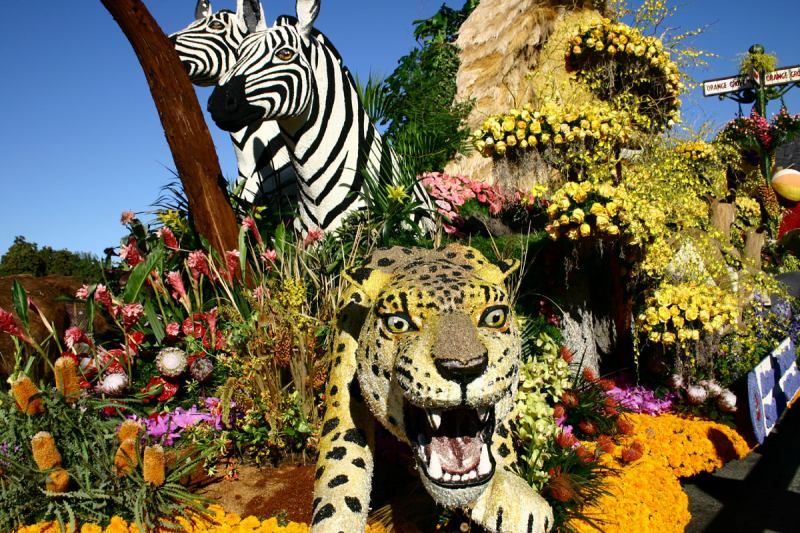
Char décoré

La parade du Tournoi des Roses (Rose Parade) est un tournoi de chars fleuris organisés annuellement à Pasadena (Californie).
Enraciné dans la tradition, le tournoi du défilé de roses s'est déroulé la première fois le 1er janvier 1890, à Pasadena, ville à 13 km au nord-est du centre-ville de Los Angeles. Un peu plus d'un million de spectateurs y assiste sur l'itinéraire de défilé. L'événement est retransmis sur plusieurs chaînes de télévision et compte plusieurs millions de spectateurs. 
Les chars sont décorés exclusivement avec des matériaux naturels (fleurs, bois, etc.) et sont conçus par des établissements d'enseignement.

## Histoire
À partir du 1er janvier 1923, le tournoi est traditionnellement suivi d'un autre événement, une rencontre de football américain universitaire, qui passera dans le langage commun, comme un Bowl. À l'origine le mot Bowl (cuvette en anglais) est une référence à la forme du stade construit à Pasadena, le Rose Bowl (stade). Par la suite, il sera surnommé « la cuvette de Rose » en référence au nom de la parade du Tournoi des Roses. La rencontre ayant lieu dans le stade chaque année prend alors le nom de Rose Bowl Game.

## Liste des grands maréchaux

### Années 1890
- 1890 : Dr. Francis F. Rowland
- 1891 : Aucun
- 1892 : Dr. Francis F. Rowland
- 1893 : Aucun
- 1894 : Dr. Francis F. Rowland
- 1895 : Dr. Henry H. Sherk
- 1896 et 1897 : Edwin Stearns
- 1898 et 1899 : Martin H. Weight

### Années 1900
- 1900 et 1901 : Charles Daggett
- 1902 et 1903 : C. C. Reynolds
- 1904 et 1905 : Francis F. Rowland
- 1906 : John B. Miller
- 1907 et 1908 : Dr. Ralph Skillen
- 1909 : Walter S. Wright

### Années 1910
- 1910 : Dr. Francis F. Rowland et Prof. Charles F. Holder
- 1911 : Dr. Ralph Skillen
- 1912 : E. H. Groenendyke
- 1913 : Leigh Guyer
- 1914 : Charles Daggett
- 1915 : M. S. Pashgian
- 1916 : Dr. Francis F. Rowland
- 1917 : Dr. C. D. Lockwood
- 1918 : Dr. Z. T. Malaby
- 1919 : Frank Hunter

### Années 1920
- 1920 : Frank G. Hogan
- 1921 : W. A. Boucher
- 1922 : Harold Landreth
- 1923 : H.L. Gianetti
- 1924 : Col. George S. Parker
- 1925 : Lewis H. Turner
- 1926 : Col. L. J. Megan
- 1927 : Dr. C.D. Lockwood
- 1928 : John McDonald
- 1929 : Marco Hellman

### Années 1930
- 1930 : James Rolph
- 1931 : Gen. Charles S. Farnsworth
- 1932 : William May Garland
- 1933 : Mary Pickford

- 1934 : Adm. William Sims
- 1935 : Harold Lloyd
- 1936 : James V. Allred

- 1937 : Eugene Biscailuz
- 1938 : Leo Carrillo
- 1939 : Shirley Temple

### Années 1940
- 1940 : Edgar Bergen et Charlie McCarthy
- 1941 : E. O. Nay
- 1942 : Kay Kyser
- 1943 : Earl Warren
- 1944 : Amos Alonzo Stagg
- 1945 : Herbert Hoover
- 1946 : Adm. William Halsey
- 1947 : Bob Hope
- 1948 : Gen. Omar Bradley
- 1949 : Perry Brown

### Années 1950
- 1950 : Paul G. Hoffman
- 1951 : Corporal Robert S. Gray (For General Dwight D. Eisenhower)
- 1952 : Medal of Honor Men: Major Carl Sitter, Captain Lewis Millett, Lieutenant Stanley Adams, Lieutenant Thomas Hudner, Captain Raymond Harvey, Sergeant Ernest Kouma et Sergeant Joseph C. Rodriguez
- 1953 : Richard M. Nixon
- 1954 : Général William F. Dean
- 1955 : Earl Warren
- 1956 : Charles E. Wilson
- 1957 : Eddie Rickenbacker
- 1958 : Robert Gordon Sproul
- 1959 : E. L. "Bob" Bartlett

### Années 1960
- 1960 : Richard M. Nixon
- 1961 : William F. Quinn
- 1962 : Albert D. Rosellini
- 1963 : Dr. William H. Pickering
- 1964 : Président Dwight D. Eisenhower
- 1965 : Arnold Palmer
- 1966 : Walt Disney
- 1967 : Thanat Khoman
- 1968 : Senator Everett Dirksen
- 1969 : Bob Hope

### Années 1970
- 1970 : les astronautes d'Apollo 12 Alan L. Bean, Charles Conrad et Richard F. Gordon, Jr.
- 1971 : Révérend Billy Graham
- 1972 : Lawrence Welk
- 1973 : John Wayne
- 1974 : Charles M. Schulz
- 1975 : Hank Aaron
- 1976 : Kate Smith
- 1977 : Roy Rogers et Dale Evans
- 1978 : l'ancien président Gerald Ford
- 1979 : Lathrop K. Leishman

### Années 1980
- 1980 : Frank Sinatra
- 1981 : Lorne Greene
- 1982 : James Stewart
- 1983 : Merlin Olsen
- 1984 : Danny Kaye
- 1985 : Lee A. Iacocca
- 1986 : Erma Bombeck[1]
- 1987 : Pelé
- 1988 : Gregory Peck
- 1989 : Shirley Temple Black

### Années 1990
- 1990 : Sénateur John Glenn
- 1991 : Bob Newhart
- 1992 : The Most Excellent Cristóbal Colón de Carvajal y Gorosábel, 18e Duc de Veragua (descendant de Christophe Colombs) et Congressman Ben Nighthorse Campbell
- 1993 : Angela Lansbury
- 1994 : William Shatner
- 1995 : Juan "Chi-Chi" Rodríguez
- 1996 : Kermit the Frog
- 1997 : Carl Lewis et Shannon Miller
- 1998 : Carol Burnett
- 1999 : Buzz Aldrin, Shirley Temple Black, Jackie Robinson (posthume) et David L. Wolper

### Années 2000
- 2000 : Roy E. Disney
- 2001 : Tom Brokaw
- 2002 : Regis Philbin
- 2003 : Bill Cosby, Art Linkletter et Fred Rogers
- 2004 : John Williams
- 2005 : Mickey Mouse
- 2006 : Justice Sandra Day O'Connor
- 2007 : George Lucas
- 2008 : Emeril Lagasse
- 2009 : Cloris Leachman

### Années 2010
- 2010 : Chesley B. "Sully" Sullenberger III
- 2011 : Paula Deen[2]
- 2012 : J. R. Martinez[3]
- 2013 : Jane Goodall[4]
- 2014 : Vin Scully[5]
- 2015 : Louis Zamperini[6] (posthume)
- 2016 : Ken Burns
- 2017 : Greg Louganis, Janet Evans and Allyson Felix[7]
- 2018 – Gary Sinise[8]
- 2019 – Chaka Khan[9]

### Années 2020
- 2020 : Lauren Hernandez, Rita Moreno et Gina Torres[10] ;
- 2021 : Pas de Parade à la suite de la pandémie de COVID-19 ;
- 2022 : LeVar Burton.